# Брейнрот
Брейнрот (англ. brain rot, brainrot), в буквальному перекладі «гниття мозку» — це розмовний термін для опису інтернет-контенту, що має низьку якість або цінність, чи спричиняє негативний психологічний вплив. Термін також стосується надмірного використання цифрових медіа, особливо короткоформатних, що може негативно впливати на когнітивні функції, наприклад, призводити до зниження концентрації уваги або порушувати когнітивні навички. В основному пов'язаний з поколінням Альфа. Слово 2024 року за Оксфордським словником.
Перші використання терміна в Інтернеті відстежуються ще до 2004 року. В 2010-х роках він ставав все більш поширеним, а в 2023 році його популярність виросла дуже швидко, перетворивши вираз в інтернет-мем. Термін найчастіше використовують у контексті цифрових звичок покоління Альфа, стверджуючи, що це покоління «надмірно занурене в онлайн-культуру». Це зазвичай асоціюється зі словниковим запасом молоді, який складається виключно з мережевого жаргону, зокрема з таких виразів як «skibidi» (відсилання на серію Skibidi Toilet), «rizz» (скорочення від харизма), «gyatt» (ґятт) і «sigma» (відсилання на лідера або альфа-самця).
У 2024 році австралійська сенаторка Фатіма Пейман потрапила в заголовки ЗМІ, виступивши з короткою промовою перед австралійським парламентом на сленгу покоління Альфа. Таким чином Пейман розкритикувала плани уряду заборонити особам віком до 14 років доступ до соціальних мереж. Промову, написану 21-річною співробітницею Езрою Ісмою, дехто назвав прикладом «гниття мозку» за межами онлайн-світу.